# Foreste decidue e sclerofille iberiche
Le foreste decidue e scerofille iberiche sono un'ecoregione dell'ecozona paleartica, appartenente al bioma delle foreste, boschi e macchie mediterranee, indicata dal WWF con il codice: PA1209. L'ecoregione si estende su una vasta porzione della penisola iberica, dal Portogallo ai Pirenei, interessando in particolare la parte centrale e il versante mediterraneo, caratterizzati da precipitazioni più scarse.
La regione fa parte dell'ecoregione globale n. 123, Formazioni forestali mediterranee, inserita nella lista Global 200 del WWF.

## Territorio
Il clima dell'ecoregione è tipicamente mediterraneo, con estati molto calde e secche e inverni sub-umidi. Le temperature medie annuali variano tra 8 e 15 °C, con minime che possono scendere prossime allo zero, specialmente nelle aree settentrionali dell'altopiano, dove il clima continentale è più marcato. Le precipitazioni annuali medie si attestano tra i 300 e gli 850 mm.

## Flora

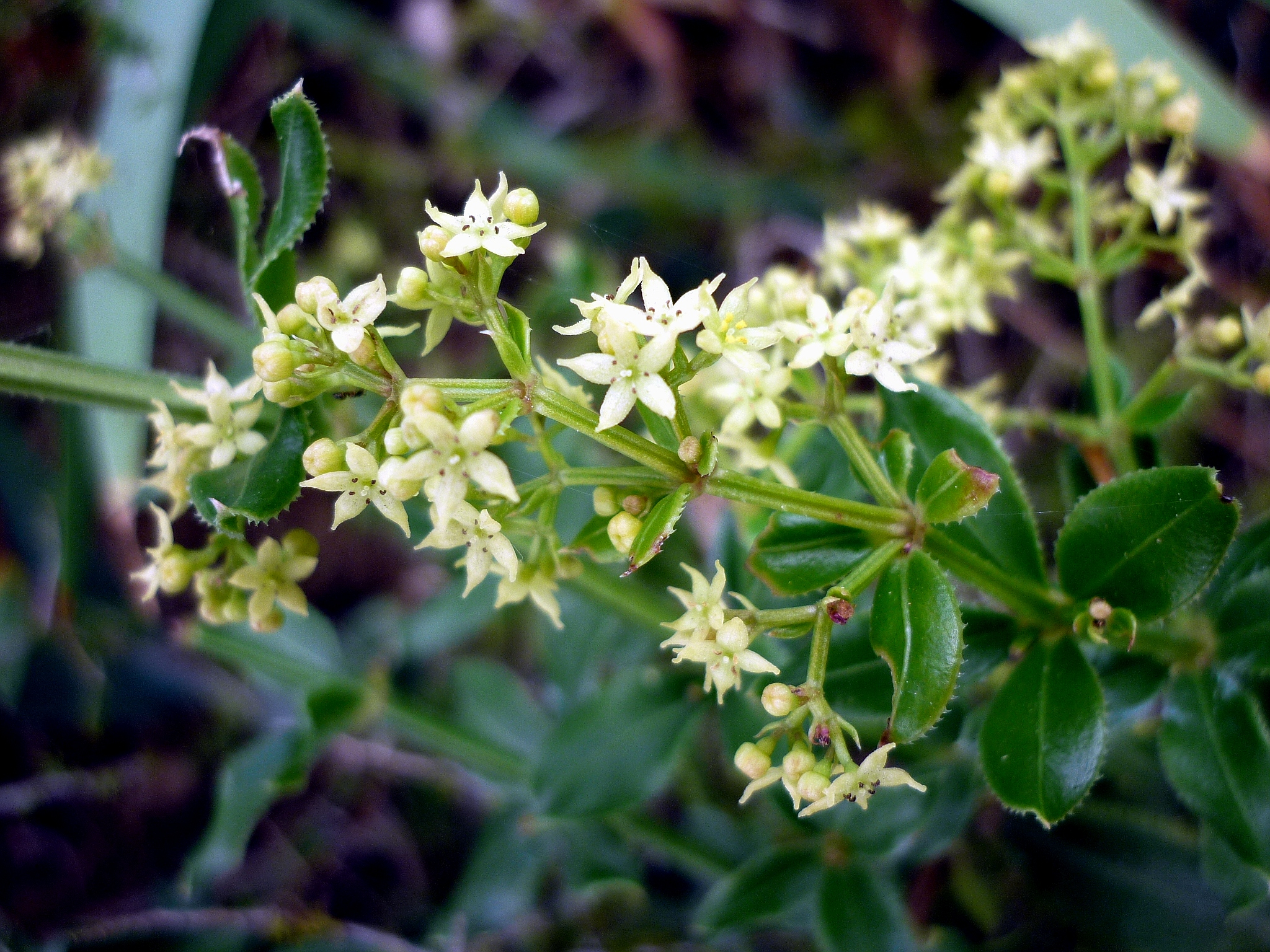
Rubia peregrina

L'ecoregione non presenta un tasso particolarmente elevato di endemismo vegetale (< 10%), ma la componente steppica ospita circa 120 specie endemiche su 300, in prevalenza alofite, tra cui Vella pseudocytisus, Boleum asperum, Gypsophila struthium, Gypsophila hispanica e Sideritis linearifolia. Le aree forestate, sia decidue che sempreverdi, sono dominate da sughere (Quercus suber) e lecci (Quercus ilex), associate a fitti arbusti, e costituiscono un paesaggio rurale complesso, importante per la biodiversità, la conservazione del suolo e la stabilità idrogeologica.

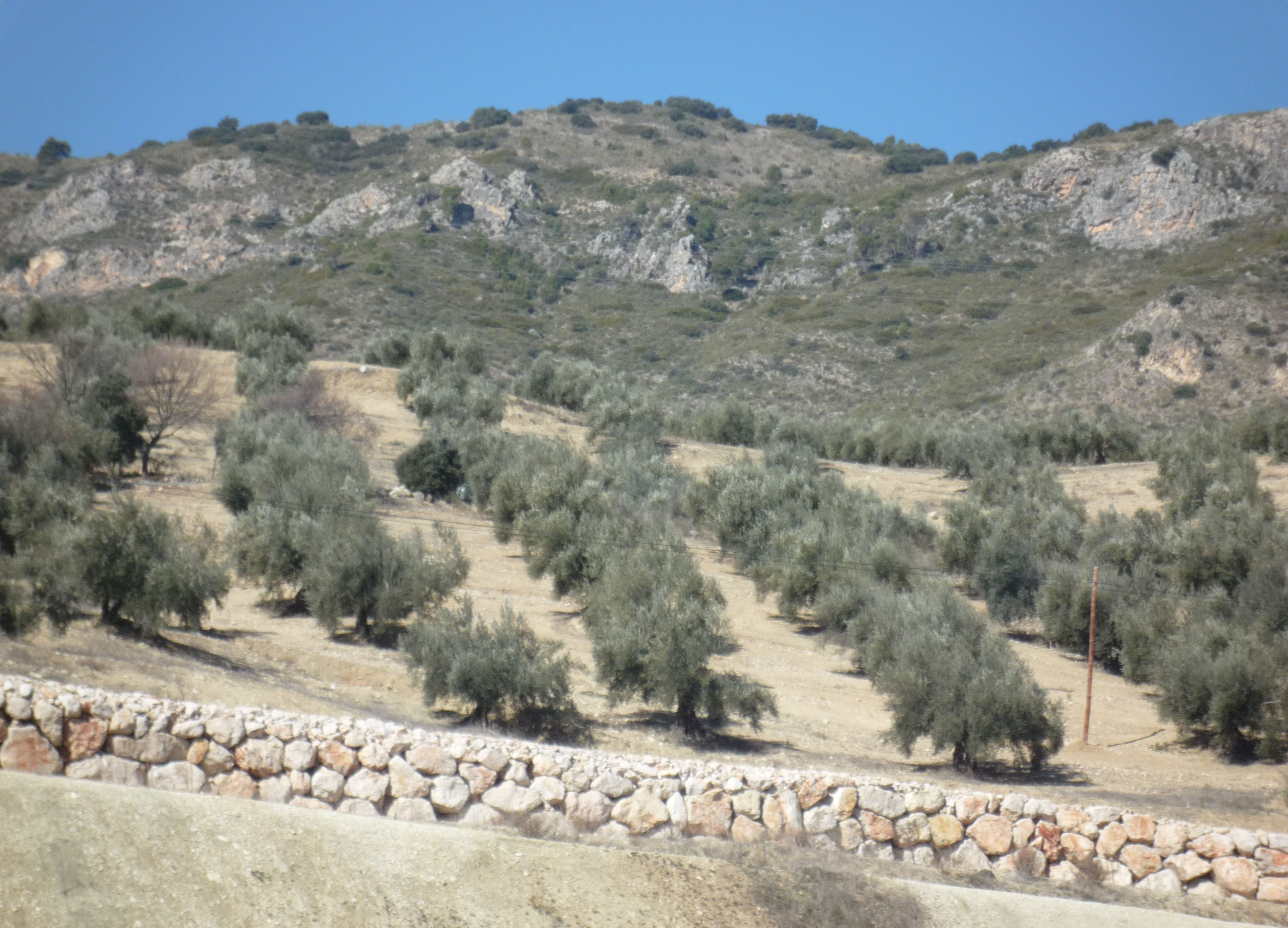
Olivi allevati e copertura vegetale originale, nei pressi di Jaén

Nella parte meridionale dell'ecoregione si trovano l'olivo (Olea europea) e il carrubo (Ceratonia siliqua), oggi principalmente in varietà migliorate per l'agricoltura. Tra i piccoli alberi e arbusti caratteristici del «maquis» vi sono la palma nana (Chamaerops humilis), il lentisco (Pistacia lentiscus), Rubia peregrina e Bryonia dioica. La rara Securinega tinctorea, endemica delle valli della Guadiana e del Tago, è tipica delle fitte formazioni riparie ombrose.

## Fauna
I corsi d'acqua dell'ecoregione ospitano due specie ittiche relitte ed endemiche: il jarabugo (Anaecypris hispanica) e il barbo microcefalo (Luciobarbus microcephalus), entrambi elencati nella Lista Rossa IUCN.
L'ecoregione ospita la principale popolazione di lupo iberico nella penisola, stanziale nell'altopiano settentrionale della Castiglia e León. La fauna ornitica è ben adattata al clima semi-arido e comprende specie come l'allodola di Dupont (Chersophilus duponti), l'allodola golagialla (Eremophila alpestris), la ghiandaia marina (Coracias garrulus) e la monachella nera (Oenanthe leucura).
L'ecoregione accoglie circa 220 specie di vertebrati, di cui il 20% sono rapaci, tra cui il nibbio bianco (Elanus caeruleus), il biancone (Circaetus gallicus), l'avvoltoio monaco (Aegypius monachus) e il grifone (Gyps fulvus). La macchia mediterranea offre rifugio per la svernata di migliaia di gru comuni (Grus grus) e aree di nidificazione per le cicogne nera (Ciconia nigra) e bianca (Ciconia ciconia).

## Popolazione
Le attività antropiche rappresentano la principale minaccia per l'ecosistema: incendi, sovrapascolamento e raccolta di legna hanno alterato profondamente il paesaggio originario, ormai in gran parte sostituito da coltivazioni intensive di cereali, vigneti, mandorleti e uliveti, spesso irrigui. Le antiche foreste di lecci (Quercus ilex) sono state in buona parte rimpiazzate da macchia bassa («maquis»).
Nella parte occidentale dell'ecoregione sono ancora diffusi sistemi agro-silvo-pastorali tradizionali, noti come montado in Portogallo e dehesa in Spagna, caratterizzati da querce da sughero e lecci sparsi su pascoli. Il montado rappresenta un antico e sostenibile sistema di gestione integrata del paesaggio, praticato per secoli dalle comunità rurali.
Durante la prima metà del XX secolo, le politiche agrarie nazionaliste promosse dai regimi autoritari portarono a un'intensa espansione delle superfici coltivate a frumento. In Portogallo, la campanha do trigo del 1929 – ispirata alla «Battaglia del grano» promossa da Mussolini in Italia – promosse la colonizzazione agricola forzata e la conversione di vaste aree forestali in campi coltivati.

## Conservazione

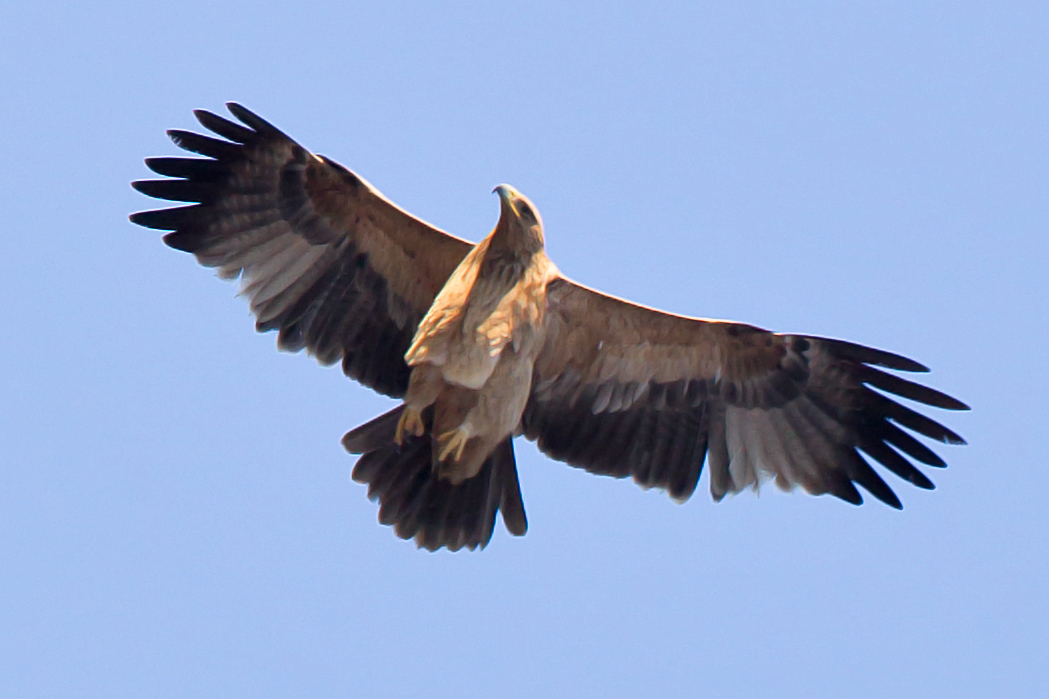
Aquila imperiale iberica

Nonostante alcuni sforzi di riforestazione, l'erosione e la deforestazione restano in aumento. In particolare, l'impianto di specie esotiche a rapida crescita come l'eucalipto ha avuto effetti negativi: le piantagioni impoveriscono il suolo, riducono la biodiversità del sottobosco e aumentano la vulnerabilità all'erosione. In alcune aree si sono registrate perdite di suolo superficiale pari a 40 tonnellate per ettaro all'anno.
La zona sud-occidentale dell'ecoregione è cruciale per la conservazione di alcune delle specie più minacciate d'Europa, tra cui la lince iberica (Lynx pardinus), l'aquila imperiale iberica (Aquila adalberti) e la grande otarda (Otis tarda).
Oltre a numerose aree protette locali, l'ecoregione comprende tre importanti parchi nazionali spagnoli:
- Parco nazionale delle Tablas de Daimiel
- Parco nazionale di Cabañeros
- Parco nazionale di Monfragüe